# ロレンツ国立公園
ロレンツ国立公園（ロレンツこくりつこうえん、グヌン・ロレンツ国立公園とも）はインドネシアの国立公園の一つ。1999年、ユネスコの世界遺産（自然遺産）に登録された（詳細は以下）。
その名は、この地を探検したオランダ人探検家ヘンドリクス・アルベルトゥス・ロレンツ（Hendrikus Albertus Lorentz）にちなむ。

## 概要
ロレンツ国立公園はインドネシアのニューギニア島西部（イリアンジャヤ）のセントラル山脈南麓とアラフラ海北岸の間にあり、行政区画は中部パプア州（2022年以前はパプア州）に属する。公園一帯は地球で氷河がある3つの熱帯地域の1つで、氷河湖、モレーンなどの氷河地形および低地の湿地帯や海岸のマングローブもある。
未開の地と言われ、どのような種が住んでいるか未だにすべて確認されていないが、イリアンジャヤの全哺乳類の80%に相当する123種の哺乳類が生息している。特に1994年に発見された新種のシロハラキノボリカンガルーのほか、世界の3属しかない単孔類のうちの2種、ハリモグラとニューギニア島固有種のミユビハリモグラも見られる。鳥類もパプアニワシドリ、ハナガオフウチョウなどの生息域の限られた希少種が生息している。植物は古代ゴンドワナ大陸の植物種が多く、特にナンキョクブナ属の林が発達している。また、ニューギニア島での生命の進化に関する化石地も含まれている。
先住民も多く住んでおり、高地ではアムング族、ラニ族、バリエム渓谷のダニ族、モニ族、ンドゥガ族、低地ではアスマット族、カモロ族、センパン族がそれぞれ分布している。
近年公園近くの鉱物資源が注目されたため開発が始まったが、警告の意味を込めて世界遺産登録が行われ、この地域の自然が守られることになった。しかし、今でも公園外で鉱物の採掘が行われている。また、エキビョウキンによるナンキョクブナ属の森林の立ち枯れも発生しているため、専門家による支援を受けている。

## 登録基準
この世界遺産は世界遺産登録基準のうち、以下の条件を満たし、登録された（以下の基準は世界遺産センター公表の登録基準からの翻訳、引用である）。
- (8) 地球の歴史上の主要な段階を示す顕著な見本であるもの。これには生物の記録、地形の発達における重要な地学的進行過程、重要な地形的特性、自然地理的特性などが含まれる。
- (9) 陸上、淡水、沿岸および海洋生態系と動植物群集の進化と発達において進行しつつある重要な生態学的、生物学的プロセスを示す顕著な見本であるもの。
- (10) 生物多様性の本来的保全にとって、もっとも重要かつ意義深い自然生息地を含んでいるもの。これには科学上または保全上の観点から、すぐれて普遍的価値を持つ絶滅の恐れのある種の生息地などが含まれる。